# 綠野鯪
綠野鯪為輻鰭魚綱鯉形目鯉科野鯪屬的其中一個種。分布於亞洲斯里蘭卡部分岩石溪流及Mahaweli河，體長可達30公分，草食性，以藻類為食。